# Warren Snyder
Warren Bertram Snyder (ur. 2 marca 1903 w Toronto, zm. 27 marca 1957 tamże) – kanadyjski wioślarz i lekarz, srebrny medalista olimpijski.
Wystąpił na igrzyskach olimpijskich w Paryżu w 1924, gdzie reprezentanci Kanady w składzie: Arthur Bell, Robert Hunter, William Langford, Harold Little, John Smith, Warren Snyder, Norman Taylor, William Wallace i Ivor Campbell (sternik) zdobyli srebrny medal w ósemkach. W finale o ponad 15 sekund przegrali z osadą Stanów Zjednoczonych. Był to jego jedyny start olimpijski.
Ukończył medycynę na University of Toronto. Prowadził praktykę w Toronto. Pełnił funkcję koronera do 1938, kiedy został oskarżony o spowodowanie śmierci rowerzysty, którego miał potrącić prowadząc samochód pod wpływem alkoholu. W 1939 został uniewinniony, jednak na stanowisko koronera już nie powrócił.